# Сирена (картина Уотерхауса)
«Сирена»  (англ. The Siren) — картина британского художника-прерафаэлита Джона Уильяма Уотерхауса, написанная около 1900 года. Находится в частной коллекции.

## Описание
На полотне изображена сирена, сидящая на краю обрыва. С лирой в руке она смотрит вниз на потерпевшего кораблекрушение моряка, плавающего в воде, который, в свою очередь, пристально смотрит на неё. Меланхолическая сцена изображает сирену невинной, а не коварной соблазнительницей, как они изображаются в греческой мифологии. Если не считать намёка на чешуйки на ногах, фигура сирены выглядит более человеком, чем демоническим существом. 
Как и некоторые другие произведения Уотерхауса, «Сирена» пытается объединить мифологию с искусством. В греческой мифологии сирены соблазняли моряков своими песнями и голосами. Эти опасные существа появляются во многих греческих мифах, в том числе в «Одиссее» Гомера. Они также появлялись в римской поэзии. 
Ранняя картина Уотерхауса «Одиссей и сирены» (1891) изображает сирен в виде угрожающих хищных птиц в более драматической сцене, соответствующей традиционным представлениям сирен в греческой мифологии. Они окружают корабль, которым командует Улисс, привязанный к мачте, когда его команда пытается управлять кораблём.

## История
В 1901 году картину купил у художника Джеймс Грешэм из Эштон-на-Мерси. После его смерти в 1914 году картину в 1917 году приобрёл промышленник и филантроп Уильям Хескет Левер и передал её Художественной галерее леди Левер (Порт-Санлайт), которая продала полотно в 1958 году. В 1970 году она перешла от Галереи Д’Оффри-Купер (Лондон) к М. Бертонатти. В 1985 году картину приобрёл американский предприниматель и музыкальный менеджер Сеймур Стейн. В 2018 году картина была продана за 3,8 млн фунтов стерлингов.